# キッズコーナー

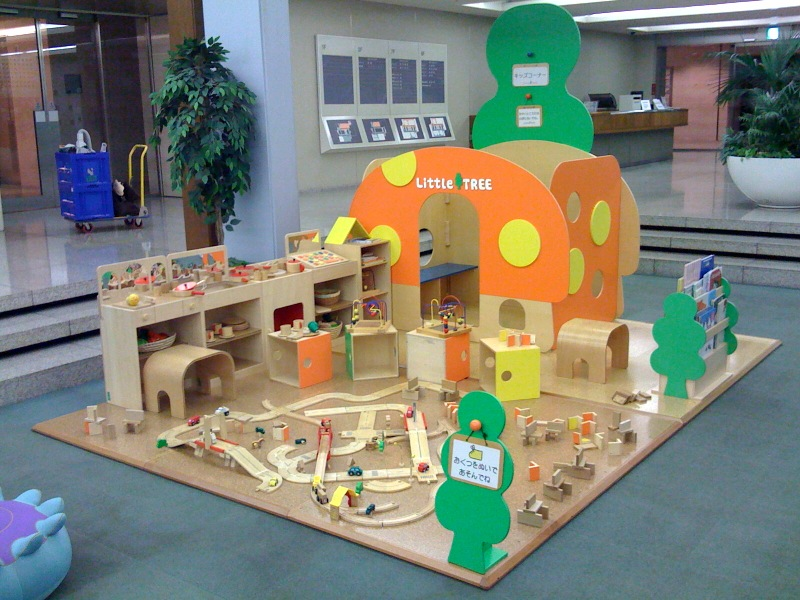
キッズコーナー展示例その1

キッズコーナー（またはチャイルドコーナー、キッズプレイスペース）は、商業施設などに設置された、子どもの遊び場の総称である。特に無料の小型の設備のことを呼ぶことが多い。逆に有料で大型の遊び場はインドアプレイランドとしている。

## 仕様
ウレタンマットで覆われたタイプのモノがほとんどだが、現在は多様性に富み、木製玩具でできたものや、絵本を充実させたタイプのものなどが見られ、商業施設のニーズに合わせ、細分化されると思われる。

## 歴史

### 海外
- 1989年：この頃から、欧米などのレストラン内に遊び場を設けるようになり始めた。その後、巨大ファーストフードチェーンのマクドナルドやバーガーキングなどで、活発に設置されるようになり認知度が高まる。特にヨーロッパでは、古い倉庫などをリノベーションしたレストラン＋遊び場が登場し始めた。郊外型の店舗の集客に一躍かう。

### 国内
- 1995年（平成7年）：ベネッセコーポレーションによる教育系のコンテンツを中心にした施設が浦安市に出来る。
- 1996年（平成8年）：無料の遊び場がレジカウンターの脇などに出始める。このころは、「チャイルドコーナー」や「キッズプレイスペース」など色々な呼び名をつけていた。ダイエーが、コンパンと組み、全国の店舗に展開をした。が間もなく閉鎖する。
- 1998年（平成10年）：西尾レントオールの松崎氏が考案した現在のようなキッズコーナーの原型が特許出願される。“キッズマジック”というブランドで展開を始める。イベント用に開発された商品だが、後にロードサイド店舗の専門店やショッピングセンターに幅広く利用され、ファミリー層を高い支持を受ける。この頃3ヶ月で100箇所以上に設置するという人気ぶりであった。
- 2002年（平成14年）：イケヤが、従来のキッズコーナーの発展形としたレンタルキッズコーナー「リトルツリー」を開発する。木製玩具を中心に4ヶ月に一度取り替えるメンテナンス付きのレンタルと環境に配慮したモノ作り＋サービスが各業界のリーダー企業からの指示を得て、首都圏を中心に広がりを始め、現在では250箇所以上の商業施設と契約している。
- 2008年（平成20年）：多くの会社の参入により、多様な方向へと展開され始める。消費不況もあり、来店を増やし顧客満足度を高め、リピーターにつなげる面が評価され、あらゆる場所に多く設置されるようになる。
- 2010年（平成22年）：子ども手当の支給に合わせ、小売店を中心に更なる重要性が再認識され、これまで以上に成長する産業と期待されている。